# Journal de Malte
Journal de Malte – pierwsza gazeta na Malcie, publikowana między lipcem a wrześniem 1798 podczas francuskiej okupacji Malty. Uważa się, że opublikowano łącznie dziesięć numerów napisanych w języku francuskim i włoskim, chociaż tylko siedem przetrwało do dziś i nie jest jasne, czy pozostałe trzy zaginęły, czy w ogóle nie zostały opublikowane.

## Historia publikacji
Dnia 27 czerwca 1798, wkrótce po francuskiej inwazji i okupacji Malty, Claude-Henri Belgrand de Vaubois zatwierdził wniosek, który teoretycznie dopuszczał wolność prasy na wyspach. Mimo to rząd zachował pełną kontrolę nad wszelkimi publikacjami.
Uważa się, że pierwszy numer Journal de Malte został opublikowany 14 lipca 1798 i była to pierwsza gazeta kiedykolwiek opublikowana na wyspach maltańskich. Istnieje wprawdzie prospekt innej gazety zatytułowanej Malta Libera, ale nie są znane żadne kopie tej publikacji i spekulowano, że Malta Libera mogła być oryginalną planowaną nazwą Journal de Malte, ale nazwa została zmieniona przed opublikowaniem pierwszego numeru. 28 lipca Jean de Boisredon de Ransijat napisał do Napoleona, że celem pisma jest „spełnienie podwójnego celu, jakim jest godne chwalenie dalszych i chwalebnych przedsięwzięć [Napoleona] oraz oświecenie Maltańczyków o zaletach ich związku z Francją”. Redaktorem gazety był Michel-Louis-Étienne Regnaud de Saint-Jean d’Angély.
Żywotność gazety była krótkotrwała, a publikacja została wstrzymana we wrześniu po buncie przeciwko okupacji francuskiej wśród ludności maltańskiej.

## Format i treść
Journal de Malte był dwujęzyczny, a każda strona została podzielona na dwie kolumny z tekstem francuskim po lewej i włoskim po prawej. Gazeta kierowała się mottem Liberté, Égalité, a jej pełny tytuł brzmiał Journal de Malte. Feuille Nationale, Politique, Morale, Commerciale et Litteraire.
Gazeta była formą propagandy i miała na celu podniesienie morale francuskiego garnizonu, a także indoktrynację tej niewielkiej części maltańskiego społeczeństwa, która była piśmienna. Pierwsza strona Journal zawierała wiadomości, a następnie instrukcje i teksty autorstwa Vauboisa i Saint-Jean d’Angély’ego. Zawierała przemówienia i artykuły redakcyjne popierające francuską okupację, a jeden numer zawierał list pasterski biskupa Vincenzo Labiniego.

## Dystrybucja
Nakład Journal de Malte ustalono w sierpniu 1798 na 500 egzemplarzy i podjęto starania dystrybucji gazety zarówno w obszarze miejskim wokół Grand Harbour (składającym się ze stolicy Valletty, Floriany i Three Cities), a także mniejszych miasteczek i wsi. Prenumeratę gazety opłacał Matteo Rizzo, bibliotekarz Bibliotheca Publica.

## Numery wydane i kopie, które przetrwały
Uważa się, że w okresie od lipca do września 1798 ukazało się 10 numerów Journal de Malte, a daty wydania według XIX-wiecznego źródła są następujące:
- Nr 1 – 14 lipca 1798
- Nr 2 – 24 lipca 1798
- Nr 3 – 9 sierpnia 1798
- Nr 4 – 12 sierpnia 1798
- Nr 5 – 15 sierpnia 1798
- Nr 6 – 18 sierpnia 1798
- Nr 7 – 20 sierpnia 1798
- Nr 8 – 27 sierpnia 1798
- Nr 9 – 28 sierpnia 1798
- Nr 10 – 26 września 1798

Jedno ze źródeł z 1916 podało, że w rzeczywistości wydrukowanych zostało 12 numerów, ale twierdzenie to wydaje się nieuzasadnione.
W Bibliotece Narodowej Malty zachowało się siedem numerów gazety z trzema brakującymi numerami 2, 5 i 9. Dwie strony z numeru 10 zachowanego w bibliotece również się nie zachowały. Siedem zachowanych numerów ma kolejne, następujące po sobie numery stron, więc możliwe jest, że numery 2, 5 i 9 nigdy nie zostały opublikowane.
Cztery numery Journal (nr 1, 3, 4 i 10) są również zachowane w Bibliothèque nationale de France w Paryżu.

## Dziedzictwo
Mimo że Journal de Malte był krótko wydawany, miał znaczący wpływ, ponieważ była to pierwsza gazeta publikowana na Malcie. Uważa się, że maltańskie słowo ġurnal (co znaczy „gazeta”) pochodzi od nazwy tej publikacji. Jest również uważany za poprzednika Malta Government Gazette, która została po raz pierwszy opublikowana przez brytyjskie władze kolonialne w 1813 i dziś jej publikowanie jest kontynuowane przez rząd Malty.